# Arnau de Banyuls
Arnau III de Banyuls (finals del segle xiii- començaments del segle XIV) fou un guerrer català, cavaller de l'Orde del Temple, comandant de la casa de Gardeny (diòcesi de Lleida) i comandant de Peníscola. Es va retirar a Perpinyà després de la supressió de l'Orde del Temple. es commemora cada any a la Festa dels Templers de Barbens.

## Cavaller templer
En 1294, amb Berenguer de Cardona, mestre de l'Orde del Temple a Aragó i a Catalunya, Arnau de Banyuls va acordar amb Jaume II d'Aragó de bescanviar la vila de Tortosa contra els castells de Peíscola, Ares, Coves i altres llocs. Va ser promotor amb Berenguer de Cardona entre 1294 i 1307 de la construcció de l'actual castell de Peníscola, fortalesa inexpugnable sobre les restes de la fortalesa àrab i de la que n'es nomenat primer comandant.
Després de la dissolució de l'Orde del Temple, es crea a Espanya l'any 1317 l'Orde de Montesa per protegir les terres cristianes. El castell de Peníscola, així com totes les altres possessions del Temple a la regió del Llevant, són encomanades a aquest nou orde.
Durant la condemna de l'orde, Arnau III de Banyuls fou interrogat a Lleida amb altres membres de l'orde. està amb els seus germans entrevistats a Lleida. El 1312, després de l'anihilament de l'ordre a França per Felip IV el Bell, el papa Climent V va lliurar dues butlles:
- Ad providam 2 de maig de, 1312, es refereix als béns del Temple que es lleguen en la seva totalitat al Orde de l'Hospital (amb l'excepció d'Espanya i Portugal, on dos ordres des de les cendres de l'Orde del Temple, l'orde de Montesa i l'Orde de Crist
- Considerantes dudum del 6 de maig de 1312 que determina el destí dels homes. Els que va confessar o van ser declarats innocents se'ls dona una anualitat i poden viure en una casa de l'orde, mentre que tots els que va negar o s'havien retractat van ser detinguts i executats.

Els templers catalans ja havien rebut notícies del que estava passant a França; alguns, en nombres molt petits, havien fugit immediatament, i s'amagaven al país, després d'afaitar-se les barbes i deixar l'hàbit de l'Orde; però la majoria d'ells s'havien retirat i reforçats en els seus castells, que es preparaven per defensar-se. Arran d'una petició del Papa Climent V, el rei Sanç I de Mallorca va fer tot el necessari per detenir el mateix dia tots els templers que estaven als seus dominis, fer un inventari de llurs bens, feer conrear les seves propietats als frares de l'orde, i assegurar la conservació de tota la seva fortuna al seu retorn si eren innocents, o aplicar-lo a la Terra Santa si eren condemnats.
Arnau III de Banyuls va ser declarat innocent després d'arreglar-se-les per escapar de les tortures infligides als seus germans i es retira a Perpinyà, on tenim una empremta del seu pas en 1317: una escriptura que dona fe continuar rebent del comandant de Gardeny una renda de 3.000 sous en virtut de la butlla Considerantes Dudum.
Quan Bernat de Millas es va retirar al Rosselló en 1317 i hi va fer testament, s'hi va trobar tota la família templera : Arnau III de Banyuls i Berenguer d'Oms són executors testamentaris, el burgès perpinyanès Savina de Perpignan, durant molt temps home de confiança del comandant del Masdéu hi era present, així com Guillem Marturell, Gil de Vilert i Pere Bledan, germans templers servents del Masdéu.
Després de la dissolució de l'ordre Arnau III de Banyuls va respectar el jurament en entrar al temple, "no deixar-lo mai per un altre orde superior o inferior" i va acabar la seva existència a al voltant de Perpinyà.

## Anècdota
Al municipi de Barbens cada any se celebra la Festa dels Cavallers Templers des del 2005, el tercer cap de setmana d'octubre que recorda el passat medieval de la ciutat. El festival acull una fira medieval, una conferència dedicada als cavallers templers i històrics hospitalaris i representacions que recorren, entre d'altres, les següents escenes:
- La cerimònia d'admissió d'un cavaller a l'Orde del Temple
- El nomenament del germà Arnau de Banyuls (Arnau III de Banyuls) com a comandant de Barbens.
- Detenció, interrogatori i tortura de templers

## Família
Arnau III és membre de la Llinatge dels Banyuls, família rossellonesa força influent a la regió i que tenia els feus de Banyuls dels Aspres i Nyer.
- El seu pare Ramon II de Banyuls era cavaller, comissari del rei Jaume I el Conqueridor, encarregat de la justícia a les valls de Ribes. El 1283 va establir disputes relatives al dret feudal de terresque aquests països havien tingut per tercers. És qualificat de "Miles" en molts documents d'arxiu.
- El seu germà gran Dalmau I de Banyuls va ser governador i capità general de Ferrara de 1309 a 1313, condottiero al servei de la República de Venècia, després conseller del rei Sanç I de Mallorca, lloctinent del rei a Mallorca i canceller del Regne.
- Un dels seus germans petits Grimau de Banyuls és un monjo benedictí, prior del monestir de Sant Cir de Cullera (Diòcesi de Girons), després abat de Sant Miquel de Cuixà de 1315 a 1341.

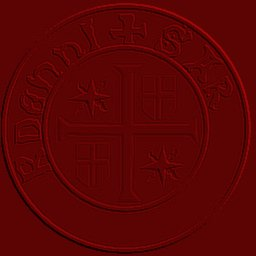
Segell d'Arnau de Banyuls; Aragó; Cera grova, 27 mm de diamètre. Text: S. AR..........GARDENNI.

- Un dels seus germans petits, Bernard de Banyuls va ser abat de Santa Maria de Cornellà de Conflent, després de Sant Martí del Canigó fins 1342.

## Segell i escut

### Segell
Com a comandant dels Cavallers Templers, el segell personal d'Arnau III ens ha arribat. 

Representa una creu amb estrelles en dos angles i escuts en els altres dos angles.

### Armes
Les seves armes són els de la seva família, el Llinatge dels Banyuls, "fascinat d'argent i sable". En aquest moment, els armes de la família no són fixes, i també trobem armes "d'or amb tres fascis de sable".

L'escut d'Arnau de Banyuls i el de Berenguer de Cardona es troben gravats en un fris per sobre de la porta d'entrada al castell de Peníscola, així com per sobre de la porta de la basílica
| Figura                       | Blasó                                                    |
| Armes d'Arnau III de Banyuls | Armes d'Arnu III de Banyuls Fasciat d'argent i de sable; |